# Chorizococcus discretus
Chorizococcus discretus är en insektsart som beskrevs av Williams 1985. Chorizococcus discretus ingår i släktet Chorizococcus och familjen ullsköldlöss. Inga underarter finns listade i Catalogue of Life.